# جزيرة شوقر
جزيرة شوجر (بالإنجليزية: Sugar Island) هي جزيرة تبلغ مساحتها حوالي 4,208 فدان، وتقع في بحيرة موسهيد في مقاطعة بيسكاتاكيس بولاية مين في الولايات المتحدة. تُعد جزيرة شوجر أكبر جزيرة في البحيرة. يبلغ طولها حوالي 4 أميال، وعرضها حوالي 2 ميل في أعرض نقطة لها. تقع الجزيرة ضمن الأراضي غير المُنظمة من نورثويست بيسكاتاكوس.